# San Francesco libera l'eretico Pietro di Alife
San Francesco libera l'eretico Pietro di Alife è la ventottesima e ultima delle scene del ciclo di affreschi delle Storie di san Francesco della Basilica superiore di Assisi, attribuiti a Giotto. Fu dipinta verosimilmente tra il 1295 e il 1299 e misura 230x270 cm.

## Descrizione e stile
Questo episodio appartiene alla serie della Legenda maior (Mir. V,4) di san Francesco e tratta di un miracolo postumo. Pietro di Alife, accusato di eresia era stato arrestato a Roma e preso in custodia dal vescovo di Tivoli; nel carcere, per intercessione del santo, Pietro è liberato dai ceppi ed al vescovo non resta che riconoscere il prodigio.
L'esecuzione degli ultimi tre affreschi è attribuita a un allievo, forse il cosiddetto Maestro della Santa Cecilia. Infatti, se le architetture sono ancora fantasticheggianti e ben definite, le figure umane hanno perso quel volume tipico di Giotto, anzi sono allungate e la loro figura è più impostata a un linearismo statico, i gesti sono forzati. Interessante è la colonna coclide a destra, con bassorilievi che si avvolgono a spirale ispirati alla colonna Traiana. La figura di Pietro ricorda già alcuni tipi presenti nella Cappella degli Scrovegni.
Su questo affresco e su quello sul lato opposto (l'Omaggio dell'uomo semplice) si trova una mensola lignea che sporge al centro, dove anticamente si appoggiava la trave dell'iconostasi: tale ingombro fu all'origine della pittura della scena tra le ultime, quando si decise di decorare comunque il riquadro facendo però sì che la trave finisse in una zona neutra del cielo.